# Ehingen (Augsburg járás)
Ehingen település Németországban, azon belül Bajorországban. Lakosainak száma 1134 fő (2023. december 31.).

## Népesség
A település népessége az elmúlt években az alábbi módon változott:
| Lakosok száma | 390  | 676  | 536  | 805  | 970  | 991  | 1019 | 1035 | 1099 | 1134 |
|               | 1875 | 1950 | 1975 | 1987 | 2012 | 2014 | 2016 | 2017 | 2021 | 2023 |